# Cepijînți, Volodarka
Cepijînți (în ucraineană Чепіжинці) este un sat în comuna Kapustînți din raionul Volodarka, regiunea Kiev, Ucraina.

## Demografie
Componența lingvistică a localității Cepijînți
     Ucraineană (99,57%)
     Alte limbi (0,43%)
Conform recensământului din 2001, majoritatea populației localității Cepijînți era vorbitoare de ucraineană (99,57%), existând în minoritate și vorbitori de alte limbi.